# Charité

Charités logo.

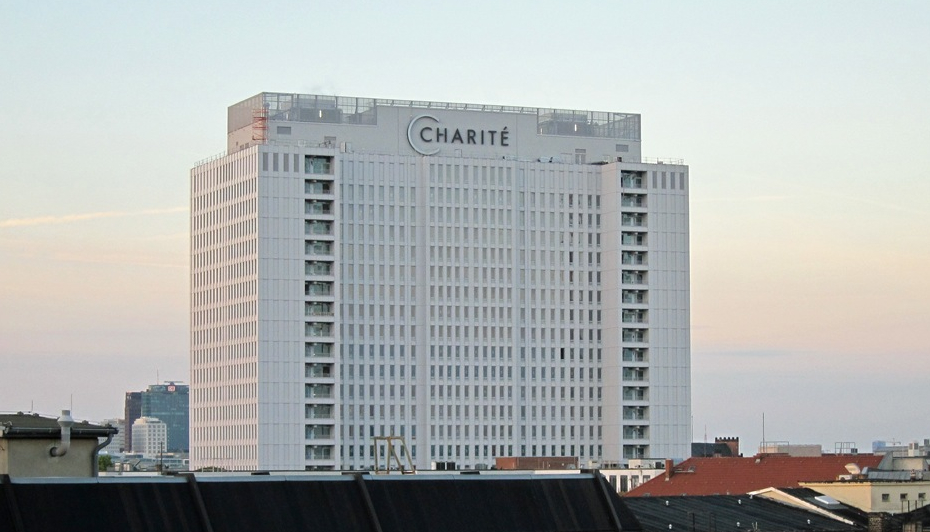
Huvudbyggnad i Berlin-Mitte.

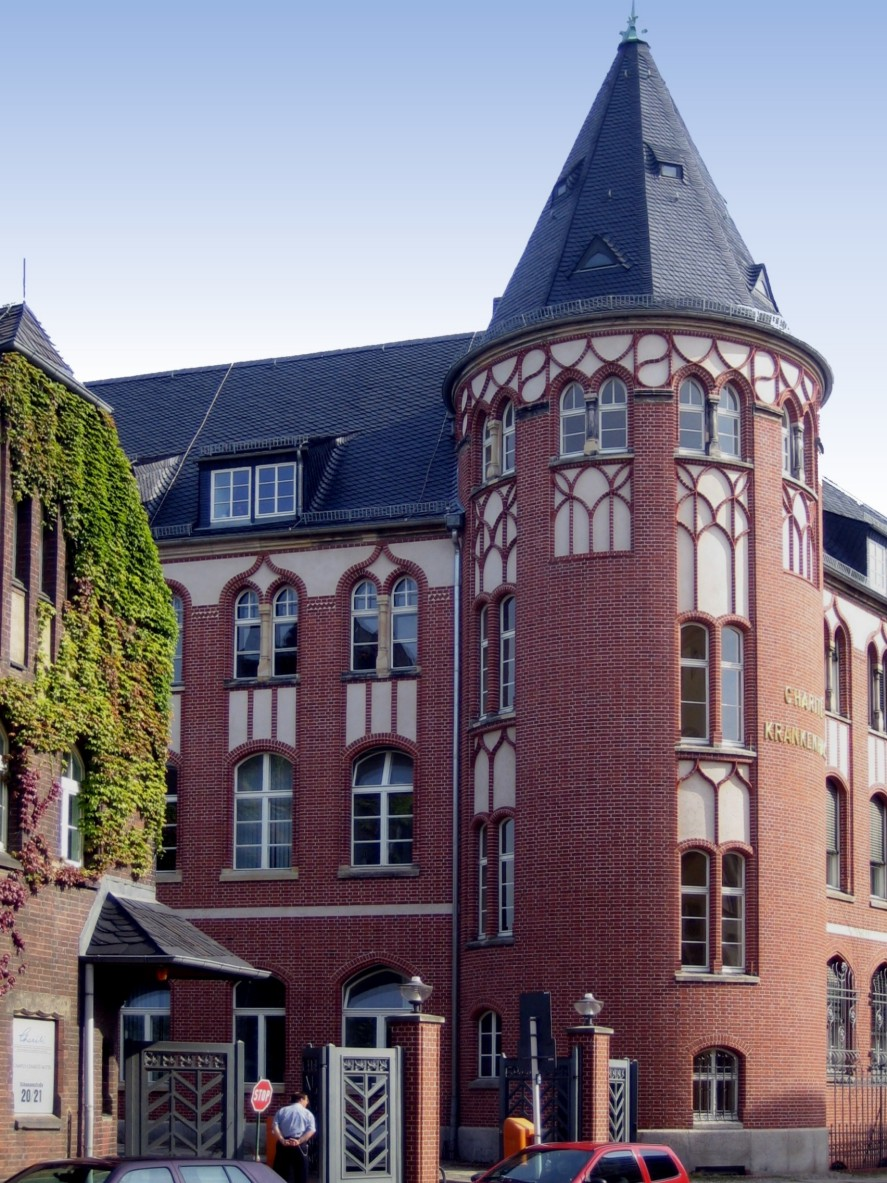
En ingång till sjukhusets äldre delar.

Charité i centrala Berlin är ett av Europas största universitetssjukhus.[källa behövs]
Charité är även namnet på Berlins medicinska universitet, som är en sammanslagning av de medicinska fakulteterna vid Freie Universität och Humboldt-Universität. Charité grundades 1710 och är idag bland annat känt för sin framstående position vad gäller hjärttransplantationer.

## Historia
År 1710 hotades Berlin av en pestepidemi. På order av kung Fredrik I påbörjades den 13 maj byggarbetena av ett så kallat karantänhus framför Spandowscher Tor. Detta kom även efter pestepidemin att användas som hospis för gamla, tiggare, "utomäktenskapligt gravida" och prostituerade. Senare var huset garnisons- och medborgarlasarett, och utbildningsplats för läkare i militärtjänst. Kung Fredrik Vilhelm I gav 1727 huset namnet Charité som syftade på barmhärtighetens dygd, då behandlingen på sjukhuset var kostnadsfri. När Charité 1724 anslöts till Collegium medico-chirurgicum, en institution för teoretisk undervisning av läkare blev det en för dåtidens Europa mycket framstående läroanstalt. Den ovanligt goda utrustningen tillsammans med den skickliga personalen gav sjukhuset världsrykte som utbildningsplats för medicinare.
Charité har haft många kända läkare, som Emil von Behring som uppfann botemedlet mot difteri, Robert Koch som kartlade TBC-bakterierna, Paul Ehrlich, Rudolf Virchow, Ernst von Bergmann och Ferdinand Sauerbruch som bland annat utvecklade Sauerbruchprotesen, en av de första rörliga proteserna, och han uppfann även en lufttryckskammare som gjorde thoraxkirurgi möjlig.
Då Berlin efter andra världskriget delades kom Charité att ligga i Östberlin, i västra Mitte och gränsade från 1961 direkt till Berlinmuren. Delningen av staden delade också högskole- och sjukhuslandskapet. Charité blev det ledande sjukhuset i I DDR:s huvudstad och anslöts till Humboldt-universitetet. I Västberlin gjorde man om sjukhuset Westend i Charlottenburg till universitetsklinik och byggde även universitetskliniken i Steglitz (Universitätsklinikum Steglitz), båda tillhörde Freie Universität. Åren 1977–1982 byggdes en 21 våningar hög klinik på Luisenstrasse, och 1986 beslöt Västberlins senat att flytta universitetsmedicinen från Charlottenburg till Rudolf Virchow-sjukhuset i Wedding. Den omfattande ny- och ombyggnad som följde avslutades först 1998 och gjorde kliniken till den modernaste i Europa.
Efter återföreningen omorganiserades Berlins högskole- och sjukhuslandskap. Den 1 april 1995 avskildes Universitätsklinikum Rudolf-Virchow från Freie Universität och hamnade under Humboldt-Universität. År 1997 slogs dessa samman till en gemensam medicinsk fakultet och bildade från 1998 Charité. Det nya namnet löd Universitätsklinikum Charité der Humboldt-Universität Berlin med tilläggen Campus Mitte och Campus Virchow-Klinikum. I mitten av 2003 omorganiserades Berlins högskolemedicin på nytt då Charité slogs samman med Freie Universitäts medicinska fakultet. Beslutet kom huvudsakligen som en följd av delstaten Berlins ansträngda ekonomiska läge. Trots invändningar från Freie Universität och universitetskliniken Benjamin Franklin (UKBF) i Steglitz behöll man namnet Charité. Logotypen, baserad på Fredrik Vilhelm II:s handskrift ersattes av ett modernt dubbel-C. Det officiella namnet på fakulteten som till lika stora delar tillhör båda universiteten, är Charité – Universitätsmedizin Berlin.
Ett antal internationellt kända läkare och vetenskapsmän har genom åren verkat vid Charité däribland elva nobelpristagare i fysiologi eller medicin; 
- Selmar Aschheim
- Heinrich Adolf von Bardeleben
- Emil Adolf von Behring (Nobelpriset i fysiologi eller medicin 1901)
- August Bier
- Max Bielschowsky
- Theodor Billroth
- Ernst Boris Chain (Nobelpriset i fysiologi eller medicin 1945)
- Hans Gerhard Creutzfeldt
- Johann Friedrich Dieffenbach
- Paul Ehrlich (Nobelpriset i fysiologi eller medicin 1908)
- Hermann Emil Fischer (Nobelpriset i fysiologi eller medicin 1902)
- Werner Forssmann (Nobelpriset i fysiologi eller medicin 1956)
- Friedrich Theodor von Frerichs
- Robert Froriep
- Wilhelm Griesinger
- Hermann von Helmholtz
- Friedrich Gustav Jakob Henle
- Eduard Heinrich Henoch
- Otto Heubner
- Anton Ludwig Ernst Horn
- Gero Hütter
- Friedrich Jolly
- Robert Koch (Nobelpriset i fysiologi eller medicin 1905)
- Albrecht Kossel (Nobelpriset i fysiologi eller medicin 1910)
- Friedrich Kraus
- Sir Hans Adolf Krebs (Nobelpriset i fysiologi eller medicin 1953)
- Bernhard von Langenbeck
- Karl Leonhard
- Hugo Karl Liepmann
- Fritz Albert Lipmann (Nobelpriset i fysiologi eller medicin 1953)
- Leonor Michaelis
- Hermann Oppenheim
- Samuel Mitja Rapoport
- Moritz Heinrich Romberg
- Doreen Rosenstrauch
- Ferdinand Sauerbruch
- Curt Schimmelbusch
- Johann Lukas Schönlein
- Theodor Schwann
- Hans Spemann (Nobelpriset i fysiologi eller medicin 1935)
- Ludwig Traube
- Rudolf Virchow
- Carl Friedrich Otto Westphal
- Carl Wernicke
- Otto Heinrich Warburg (Nobelpriset i fysiologi eller medicin 1931)
- August von Wassermann
- Caspar Friedrich Wolff
- Bernhard Zondek